# Tiến trình hòa bình tại Afghanistan
Tiến trình hòa bình tại Afghanistan bắt đầu từ năm 2019 thông qua các cuộc đàm phán giữa Taliban và Hoa Kỳ đã bắt đầu với sự giúp đỡ của Pakistan vốn đóng vai trò trung tâm trong nỗ lực chấm dứt Chiến tranh Afghanistan kéo dài 17 năm. Taliban (طالبان‬) là một tổ chức Hồi giáo Sunni hoạt động ở Afghanistan, tổ chức này cũng tự nhận là Tiểu vương quốc Hồi giáo Afghanistan. Taliban ở Afghanistan tuyên bố vào tháng 12 năm 2018 rằng họ sẽ gặp các nhà đàm phán Mỹ ở Qatar để tìm giải pháp hòa bình cho cuộc nổi dậy vũ trang 17 năm ở Afghanistan. Ashraf Ghani và chính quyền của ông không được mời tham gia các cuộc đàm phán. Taliban trước đây đã tuyên bố họ sẽ không đàm phán với chính phủ Afghanistan, người mà họ coi là chính phủ bù nhìn. Vào ngày 25 tháng 2 năm 2019, các cuộc đàm phán hòa bình đã bắt đầu giữa Taliban và Hoa Kỳ tại Qatar, đáng chú ý là có mặt người đồng sáng lập Taliban Abdul Ghani Baradar.